# موتس
موتس (به آلمانی: Mötz) یک منطقهٔ مسکونی در اتریش است که در ناحیه ایمست واقع شده‌است. موتس ۵٫۸۶ کیلومتر مربع مساحت دارد ۶۵۴ متر بالاتر از سطح دریا واقع شده‌است.